# Aspedammen Station
Aspedammen Station (Aspedammen stasjon) er en tidligere jernbanestation på Østfoldbanen, der ligger i byområdet Aspedammen i Halden kommune i Norge.
Stationen blev oprettet 25. juli 1879. Betjeningen med persontog ophørte 30. maj 1965. Stationen blev fjernstyret 17. december 1975 og gjort ubemandet 1. januar 1976, hvor den blev nedgraderet til fjernstyret krydsningsspor. Krydsningssporet er 760 meter langt og udgør i dag den eneste mulighed for krydsning mellem Halden og Kornsjø. Stationsbygningen fra 1879 er tegnet af Balthazar Lange. 
I 2001 udgav Anders Geval Pettersen romanen Stasjonsstedet, der handler om livet i Aspedammen i 1930’erne. Pettersen er en tidligere NSB-ansat, der er vokset op på stedet.